# Jägernåsen
Jägernåsen är ett naturreservat i Katrineholms kommun i Södermanlands län.
Området är naturskyddat sedan 1957 och är 5 hektar stort. Reservatet ligger väster om sjön Jägern och omfattar en mindre del av våtmark vid sjön och en rullstensås bevuxen med björkar, enstaka tallar och en.